# دانیل کرک‌وود

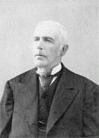
دانیل کیرکوود

دانیل کرک‌وود (۲۷ سپتامبر ۱۸۱۴ - ۱۱ ژوئن ۱۸۹۵) یک منجم آمریکایی بود.
در شهر هارفورد، مریلند آمریکا متولد شد و به سال ۱۸۳۸ از فرهنگستان شهر یورک، در شهر یورک، پنسیلوانیا آمریکا در ریاضیات فارغ‌التحصیل شد. پس از تدریس در آنجا به مدت ۵ سال، رئیس دبیرستان لانکاستر، در شهر لانکاستر پنسیلوانیا آمریکا بود. و بعد از ۵ سال دیگر او به ریاست فرهنگستان پوتسویل، در شهر پوتسویل پنسیلوانیا آمریکا منصوب شد. در سال ۱۸۵۱ او پروفسور ریاضیات کالج دلاور، در شهر نیوآرک ایالت دلاور آمریکا شده و در سال ۱۸۵۶ پروفسور ریاضیات دانشگاه ایندیانا، در شهر بلومینگتون ایالت ایندیانا آمریکا شده و در همان جا بازنشست شد.
مهمترین دستاورد دانیل کرک‌وود مطالعه‌اش در مدارهای سیارک‌ها بود. هنگام بررسی شمار سیارک‌های کشف‌شده به ترتیب فاصله‌شان از خورشید، او متوجه چندین شکاف شد، و به وابستگی آنها به تشدیدهای مداری سیاره هرمز اشاره کرد که اکنون به افتخار او شکاف‌های کرک‌وود نامیده شده‌اند. در همان دوران کیرک‌وود اولین کسی بود که پیشنهاد داد بارش‌های شهابی از ذرات باقی‌مانده دنباله‌دارها هستند، و همچنین اولین کسی بود که پیشنهاد کرد شکاف کاسینی در حلقه‌های زحل نتیجه تشدیدهای آشفتگی گرانشی حاصل از یکی از قمرهای زحل است.